# Énergie au Nouveau-Brunswick
 (janvier 2020).

Une société publique fondée en 1920, Énergie NB (aussi connue sous le nom Énergie NB ou NB Power, en anglais), produit, transporte et distribue la majorité de l'électricité au Nouveau-Brunswick. Trois villes, dont Saint-Jean et Edmundston, ont un système de distribution électrique municipal.
Le réseau des 14 centrales électriques d'Énergie NB possède une puissance installée nette de 3 313 MW, dont près de 60 % provient de six centrales thermiques :
- 1903 MW provenant des centrales thermiques, comme la centrale thermique de Belledune ;
- 884 MW des centrales hydroélectriques, dont la plus puissante est la centrale de Mactaquac ;
- 526 MW des turbines à combustion.

À cette puissance s'ajoute, l'énergie produite par deux centrales exploitées par des filiales d'Énergie NB :
- la centrale nucléaire de Point Lepreau d'une puissance installée de 635 MW ;
- la centrale au charbon de Coleson Cove d'une puissance installée de 978 MW.

De plus, un parc d'éoliennes ouvrira en 2008. Les 25 tours auront une puissance de 75 MW. Le gouvernement désire augmenter la capacité à 200 MW d'ici 2009 et à 400 MW d'ici 2016.
Une partie de l'électricité est importée du Québec. En 2009, une entente prévoit la vente d'Énergie NB à Hydro-Québec, mais l'opération est abandonnée l'année suivante.